# 伊嗣俟一世

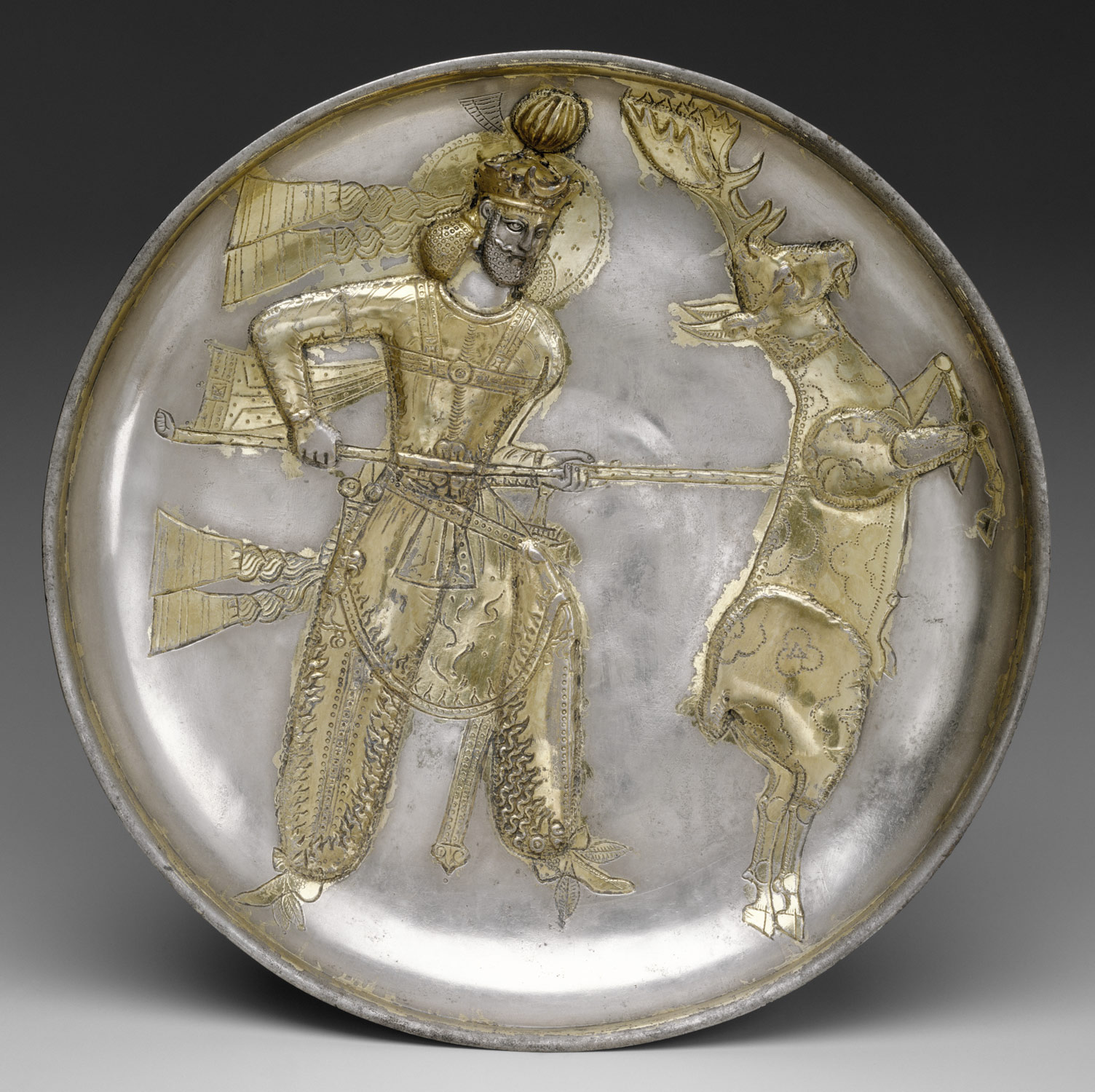
伊嗣俟一世狩獵雄鹿的場景

伊嗣俟一世是波斯萨珊王朝的沙阿（萬王之王），在位期間為公元399年－420年。伊嗣俟一世是沙普尔三世之子，他於其兄弟巴赫拉姆四世被暗殺後，繼任為薩珊王朝的君主。
於薩珊王朝漫長的歷史中，伊嗣俟一世的統治被認為是一段較為平靜安定的時期。儘管在當時的歷史記載中他經常被稱為「罪人」，但伊嗣俟一世實則比他的前任統治者更有能力。於他任內，薩珊王朝與東羅馬帝國的關係融洽，伊嗣俟一世更在東羅馬皇帝阿卡狄奧斯的委託下，成為其子狄奧多西二世的監護人。於宗教政策上，伊嗣俟一世以他對東方教會的猶太人以及基督徒的友善態度著稱，正因如此，其廣受猶太人和基督徒們讚譽，被他們比擬作居魯士大帝（阿契美尼德帝国的君主，他將猶太人自巴比倫之囚中解放出來）在世。
然而伊嗣俟一世寬容的宗教政策，以及他極力遏制權貴階層權力和影響力的作法，使伊嗣俟一世不受薩珊貴族和祆教祭司們所喜，最終伊嗣俟一世的努力反而得到適得其反的結果，公元420年，伊嗣俟一世在薩珊王朝東北部的偏遠地區遭貴族們謀殺。薩珊貴族隨後試圖阻止伊嗣俟一世的兒子們登上王位。他的長子沙普爾四世在繼位後不久即被殺害，貴族們另擁立一名王室旁支霍斯勞登基為王。後續伊嗣俟一世的其中一個兒子巴赫拉姆五世在拉赫姆王國的幫助下，率領一支軍隊趕往薩珊王朝的首都泰西封，並成功迫使貴族們承認他繼位為王。
| 伊嗣俟一世 萨珊王朝出生于：？逝世於：420年 | 伊嗣俟一世 萨珊王朝出生于：？逝世於：420年 | 伊嗣俟一世 萨珊王朝出生于：？逝世於：420年 |
| 統治者頭銜                                 | 統治者頭銜                                 | 統治者頭銜                                 |
| ------------------------------------------ | ------------------------------------------ | ------------------------------------------ |
| 前任者： 巴赫拉姆四世                      | 伊朗人與非伊朗人的萬王之王 399年－420年    | 繼任者： 沙普爾四世                        |